# Des souteneurs encore dans la force de l'âge et le ventre dans l'herbe boivent de l'absinthe

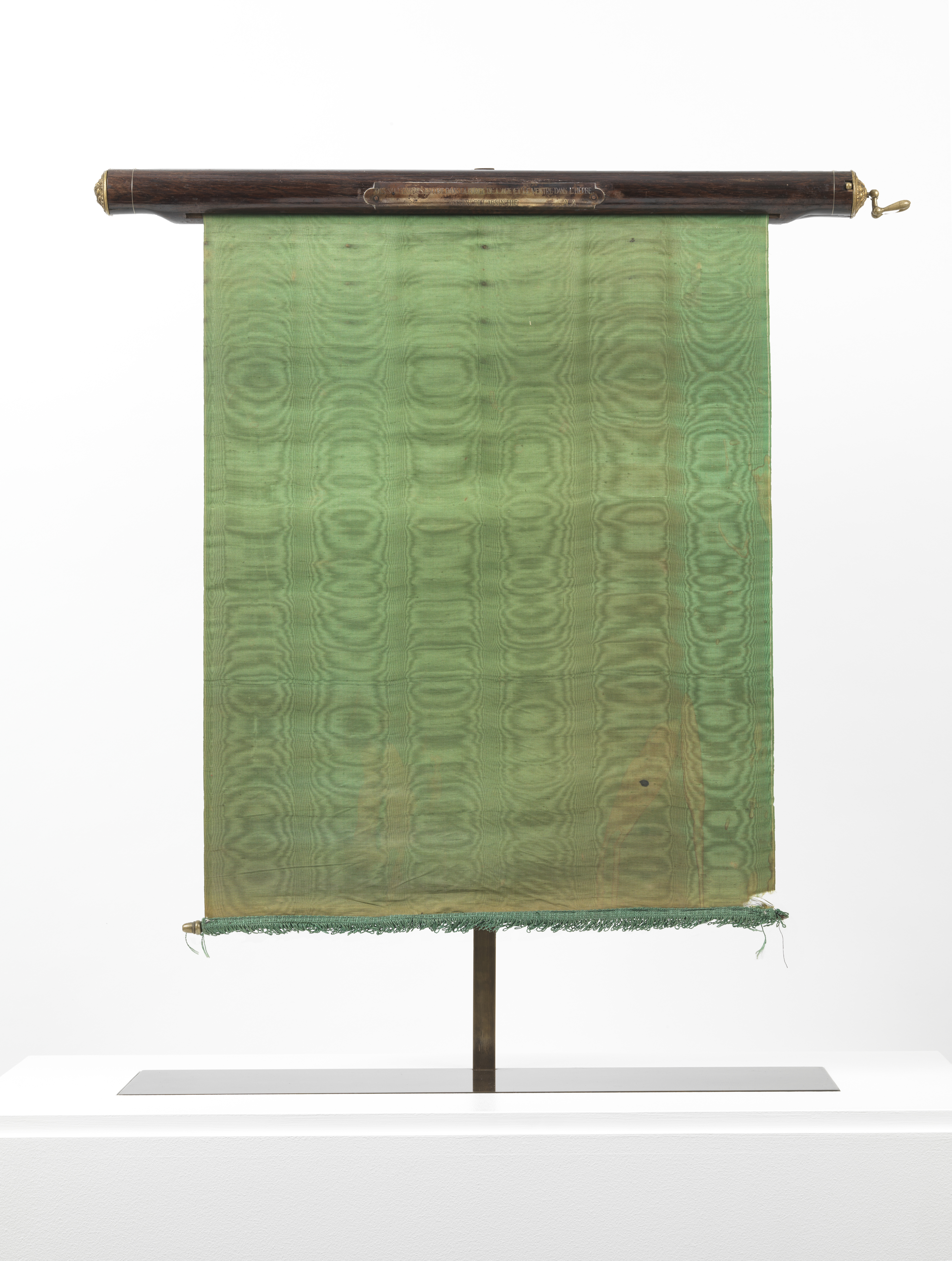
Alphonse Allais, Des souteneurs encore dans la force de l’âge et le ventre dans l’herbe, rideau de fiacre, avant 1897.

Des souteneurs encore dans la force de l'âge et le ventre dans l'herbe est une œuvre monochroïdale de l'écrivain Alphonse Allais (1854-1905). Selon certains commentateurs, il pourrait s'agir du plus ancien ready-made conservé à ce jour.

## Historique
Alphonse Allais publie en 1897 son fameux Album primo-avrilesque, dans lequel il compulse en les standardisant ses expériences monochroïdales, dont la plupart ont fait l'objet de présentations publiques dans le cadre des expositions des Arts incohérents. Parmi elles figure Des souteneurs, encore dans la force de l'âge et le ventre dans l'herbe, boivent de l’absinthe, consistant en un aplat rectangulaire de couleur verte. 
Pour saisir le sel de la plaisanterie, il faut préciser qu'en argot parisien de l'époque les « souteneurs » (on dirait aujourd'hui des proxénètes) sont diversement dénommés : « Alphonse », « Prosper », mais aussi « Dos vert » (qui est un synonyme de « maquereau », employé à l'époque comme de nos jours) parfois abrégé en « dos » tout court.[réf. souhaitée] Le maquereau, poisson de la famille des scombridés, présente effectivement une face dorsale vert sombre, un ventre argenté et des flancs rayés de gris argent et de vert sombre.

## Découverte
En 2017-2018, le galeriste et expert Johann Naldi retrouve et identifie dans une collection particulière de la région parisienne dix-sept œuvres inédites exposées aux Arts incohérents, parmi lesquelles Des souteneurs encore dans la force de l'âge et le ventre dans l'herbe, consistant en un rideau de fiacre vert suspendu à un cylindre en bois. L'ensemble des œuvres est classé trésor national le 7 mai 2021 par le ministère de la Culture.

## Description technique
L'œuvre se présente sous la forme d'un rideau de fiacre constitué d'un cylindre en bois de placage agrémenté de moire verte, d'un cartel en laiton gravé du titre de l'œuvre et monogrammé A.A. Dans son ouvrage, Johann Naldi soutient l'hypothèse d'un renvoi symbolique à la scène du fiacre de Madame Bovary.